# Hamu és vér (Született feleségek)
Az Hamu és vér (Me and My Town) a Született feleségek (Desperate Housewives) című amerikai filmsorozat kilencvenhatodik epizódja. Az Amerikai Egyesült Államokban először az ABC (American Broadcasting Company) adó vetítette 2008. november 30-án.

## Az epizód cselekménye
Tűz pusztított Széplak városában. És azokat, akik megsérültek, a Széplaki Közkórházba hozták ápolásra. Reggelre az égési sérüléseiket bekötözték, a törött végtagjaikat sínbe rakták, és a sebeik kezdtek beforrni. Igen, mindenki jól haladt a gyógyulás útján, kivéve azt a férfit, aki a tüzet okozta. Tudják, az ő szenvedései még csak most kezdődtek. Dave-t is kihallgatják a nyomozók, s közlik vele, hogy a klubban gyújtogatás történt, és a tűzfészeknél egy egyelőre még azonosítatlan holttestre bukkantak. Ugyan Carlos is megsérült a tűzben, ám a kezelőorvosa mégis jó hírrel szolgál számára. Minden jel arra utal ugyanis, hogy az öt évvel ezelőtti balesete maradványaként egy csontszilánk nyomja a látóideget, s így egy műtéttel talán visszanyerheti a látását. Gabrielle elhatározza, hogy visszanyeri régi külsejét, ám nem érez magában kellő erőt hozzá. Mike és Katherine továbbra is titkolják a viszonyukat Susan előtt, bár egyre forróbb a talaj, hiszen Susan gyanút fog. A rendőrség azt feltételezi, hogy a gyújtogató Porter Scavo lehetett, ezért Lynette és Tom elhatározzák, hogy bármit megtesznek a fiuk védelmében. Bree eközben egyre nehezebben boldogul a férjével, mert Orson a tűz óta elviselhetetlenül horkol.

## Mellékszereplők
- Roy Werner - Dr. Sage
- Bob Ross - Orvos
- Annalise Basso - Denise
- Gail O'Grady - Anne Schilling
- David M. Fabrizio - Collins nyomozó

## Mary Alice epizódzáró monológja
- A narrátor, Mary Alice monológja az epizód végén így hangzik (a magyar változat alapján):

"Ha végigmennek a széplaki közkórház folyosóin, mindenféle embert látnak majd, akik mind azon vannak, hogy mielőbb meggyógyuljanak. Legyen az egy férj, aki a sebeit nyalogatja egy házi háború után, vagy két szülő, akik épp most gyűrték le kínzó kételyeiket. De lehet az egy feleség is, aki végre kigyógyult az önbizalom hiányból, vagy egy szerelmespár, akik rájöttek, hogy az őszinteség a legjobb orvosság. Szomorú, de találkozni fognak olyan szánalomra méltó teremtésekkel is, akiknek a bajára nincs gyógyír."

## Epizódcímek más nyelveken
- Angol: Me and My Town (Én és a városom)
- Német: Arme Seelen (Szegény lelkek)
- Francia: Petits arrangements avec la mort (Kis megállapodások a halállal)
- Olasz: Vite allo specchio (Mintaéletek)